# Vezin-le-Coquet

Vezin-le-Coquet este o comună în departamentul Ille-et-Vilaine, Franța. În 1 ianuarie 2022 avea o populație de 6.441 de locuitori.